# Clarksburg (California)
Clarksburg es un lugar designado por el censo ubicado en el condado de Yolo en el estado estadounidense de California. En el año 2010 tenía una población de 418 habitantes.

## Geografía
Clarksburg se encuentra ubicado en las coordenadas 38°25′6″N 121°31′40″O / 38.41833, -121.52778.